# Музеј Оранжерије
Музеј Оранжерије је уметничка галерија импресионистичких и постимпресионистичких слика који се налази у западном углу Парка Тиљерије поред Трга Конкорд у Паризу. Музеј је најпознатији као стални дом осам великих мурала Локвања Клода Монеа, а такође садржи радове Пола Сезана, Анри Матиса, Амедеа Модиљанија, Пабла Пикаса, Пјер-Огиста Реноара, Анри Русоа, Алфреда Сислија, Хаима Сутина, Мориса Утрила и других.

## Локација
Галерија се налази на обали Сене у старој оранжерији палате Тиљерије на тргу Конкорд у близини станице метроа Конкорд.

## Историја
Наполеон III саградио је Оранжерију 1852. године, да зими чува дрвеће цитруса у Парку Тиљерије од хладноће. Зграду је саградио архитекта Фирман Буржуа (1786-1853). Буржуа је саградио Оранжерију од стакла на (јужној) страни како би пружио светлост дрвећу, али супротна (северна) страна је готово потпуно без прозора да заштити стабла цитруса од хладних ветрова. Пре него што је Оранжерија изграђена, дрвеће је складиштено у Великој галерији у Лувру. Главне улазе на источној и западној страни зграде украсио је архитекта Луј Висконти (1791-1853) који је такође познат по својим реновирањима у Лувру. Стубови који се налазе на вратима завршени су троугластим педиментима. Врхови стубова представљају рогове изобиља, биљке и класје који одражавају пољопривредну функцију зграде. Након пада царства 1870. и пожара у палати Тиљерије 1871, Оранжерија је постала власништво државе која је наставила да је користи у изворној функцији, као и за јавне догађаје попут музичких концерата, уметничких изложби, такмичења и изложбе паса до 1922.

## МонеовиЛоквањи
После Првог светског рата у Оранжерији је дошло до промена. 1921. године држава је зграду уступила Подсекретаријату за ликовне уметности заједно са другом зградом, Jeu de paume. Циљ ове две зграде био је пружање простора живим уметницима да излажу своја дела. У то време, Клод Моне (1840-1926) сликао је за државу серију слика Локвањи које су биле намењене другом музеју, Роденовом музеју. Председник Савета, Жорж Клемансо (1841-1929), желео је да слике  буду смештене у Оранжерији. Донација Локвања за Оранжерију финализирана је 1922. Моне је помогао у архитектонском дизајну заједно са архитектом Камијем Лефевром (1876-1946). Осам панела, сваки висине 2 метра и дужине 91 метар, распоређено је у 2 овалне просторије које чине симбол бесконачности. Моне је такође захтевао светларнике ради посматрања слика у природном светлу. Због оријентације зграде према истоку и западу, собе се налазе на путу сунца. Музеј је отворен 17. маја 1927. године као Музеј Клода Монеа, неколико месеци након уметникове смрти. Затим је припојен музеју Луксембург и формално преименован у Национални музеј оранжерје Тиљерија.

## Изложбе између 1930-1950
Оранжерија се придружила Лувру 1930. Западна половина Оранжерије била је посвећена привременим изложбама за Лувр и друге националне музеје у Француској. Од 1930-1933, Оранжерија је била домаћин изложбе о импресионизму. 1934. године изложба Сликари стварности била је посвећена 17. веку и постала је позната. 1936. године изложба Рубенс и његово доба привукла је милион посетилаца у музеј. Изложба посвећена Дегау одржана је 1937. године. 1942. године одржана је изложба у потпуности посвећена Арноу Брекеру, који је био званични уметник Трећег рајха и који је студирао у Француској. 1946. године, након завршетка Другог светског рата, француска Комисија за опоравак уметности и одговарајући програм су у Немачкој пронашли многа ремек-дела из приватних колекција и она су била изложена у Оранжерији.

## Колекција Жана Валтера и Пола Гијома
Колекције Жана Валтера и Пола Гијома набављене су 1959. односно 1963. године. Доменика Валтер (1898-1977) била је удовица и Пола Гијома (1891-1934) и Жана Валтера (1883-1957). Пол Гијом је био трговац уметнинама и његова жеља је била да створи музеј француске модерне уметности који би био отворен за јавност. Када се држава понудила да покаже ову колекцију у Оранжерији након његове смрти, Доменика се сложила. Оливије Лоалд (1960-1965) извршио је пројекат обнове како би се прилагодио новој набавци. Постојеће изложбене галерије су срушене и згради су додата два нивоа. Степениште са оградом је заменило улаз за слике Локвања и водило је до соба у којима је била изложена нова колекција. 1966. године колекцију је јавно представио и отворио министар културе Андре Малро, међутим, Доменика је слике званично поседовала до своје смрти 1977. Између 1978-1984. спроведен је трећи пројекат обнове ради консолидације зграда, обнове соба и трајног смештаја колекције која је додељена Оранжерији након Доменикине смрти. Тада се Оранжерија одвојила од управе Лувра и Jeu de paume, чије су импресионистичке слике биле намењене будућем музеју Орсе.

## Реновирања између 2000-2006.
Најновије реновирање извршено је између 2000-2006. Собе које су раније изграђене на два нивоа су срушене и природно светло је обновљено код Локвања. Такође су створени простори за привремене изложбе, аудиторијум, образовни простор и библиотека. Реновирање је одложено и промењено након открића остатака зида Луја XIII који је изграђен 1566. године како би заштитио Палату Тиљерије. Музеј је поново отворен 17. маја 2006.
У 2010. години Оранжерија и Мусеј Орсе су административно повезани. Повремено, Оранжерија и даље угошћује концерте плеса и клавира и друге догађаје у обновљеној галерији Локвања.

## У популарној култури
Музеј Оранжерије, тачније слике Локвања, представљене су у филму Вудија Алена Поноћ у Паризу из 2011. године.

## Временска линија
Званична страница Оранжерије представља потпуну историјску временску линију  Архивирано на веб-сајту  (14. јануар 2021)